# Diocesi di Lucknow
La diocesi di Lucknow (in latino Dioecesis Lucknovensis) è una sede della Chiesa cattolica in India suffraganea dell'arcidiocesi di Agra. Nel 2021 contava 8.238 battezzati su 22.843.750 abitanti. È retta dal vescovo Gerald John Mathias.

## Territorio
La diocesi comprende i distretti di Lucknow, Unnao, Barabanki, Gonda, Bahraich, Sitapur, Hardoi, Lakhimpur Kheri, Balrampur e Shravasti nello stato dell'Uttar Pradesh in India.
Sede vescovile è la città di Lucknow, dove si trova la cattedrale di San Giuseppe.
Il territorio è suddiviso in 41 parrocchie.

## Storia
La diocesi è stata eretta il 12 gennaio 1940 con la bolla Quo dominicus di papa Pio XII, ricavandone il territorio dall'arcidiocesi di Agra e dalla diocesi di Allahabad.
Il 19 gennaio 1989 ha ceduto una porzione del suo territorio a vantaggio dell'erezione della diocesi di Bareilly.

## Cronotassi dei vescovi
Si omettono i periodi di sede vacante non superiori ai 2 anni o non storicamente accertati.
- Giuseppe Angelo Poli, O.F.M.Cap. † (1940 - 1946) (amministratore apostolico)

- Alberto Corrado de Vito, O.F.M.Cap. † (12 dicembre 1946 - 16 novembre 1970 deceduto)
- Cecil DeSa † (5 giugno 1971 - 11 novembre 1983 nominato arcivescovo di Agra)
- Alan Basil de Lastic † (2 luglio 1984 - 19 novembre 1990 nominato arcivescovo di Delhi)
  - Sede vacante (1990-1992)
- Albert D'Souza (21 novembre 1992 - 16 febbraio 2007 nominato arcivescovo di Agra)
- Gerald John Mathias, dall'8 novembre 2007

## Statistiche
La diocesi nel 2021 su una popolazione di 22.843.750 persone contava 8.238 battezzati, corrispondenti allo 0,0% del totale.
| anno | popolazione | popolazione | popolazione | presbiteri | presbiteri | presbiteri | presbiteri                | diaconi | religiosi | religiosi | parrocchie |
| anno | battezzati  | totale      | %           | numero     | secolari   | regolari   | battezzati per presbitero | diaconi | uomini    | donne     | parrocchie |
| ---- | ----------- | ----------- | ----------- | ---------- | ---------- | ---------- | ------------------------- | ------- | --------- | --------- | ---------- |
| 1950 | ?           | ?           | ?           | 26         |            | 26         | ?                         |         | 30        | 60        | 10         |
| 1970 | 5.386       | 16.701.410  | 0,0         | 50         | 31         | 19         | 107                       |         | 37        | 118       | 2          |
| 1980 | 7.050       | ?           | ?           | 40         | 14         | 54         | 130                       |         | 32        | 282       | 33         |
| 1990 | 4.388       | 17.556.000  | 0,0         | 49         | 42         | 7          | 89                        |         | 16        | 205       | 20         |
| 1999 | 6.775       | 21.681.894  | 0,0         | 75         | 60         | 15         | 90                        |         | 34        | 243       | 31         |
| 2000 | 7.434       | 21.882.780  | 0,0         | 77         | 62         | 15         | 96                        |         | 34        | 257       | 32         |
| 2001 | 7.024       | 22.681.894  | 0,0         | 77         | 60         | 17         | 91                        |         | 34        | 256       | 33         |
| 2002 | 6.957       | 22.681.894  | 0,0         | 89         | 65         | 24         | 78                        |         | 41        | 290       | 35         |
| 2003 | 6.980       | 22.681.894  | 0,0         | 86         | 68         | 18         | 81                        |         | 37        | 300       | 34         |
| 2004 | 7.305       | 22.681.901  | 0,0         | 85         | 69         | 16         | 85                        |         | 28        | 296       | 36         |
| 2013 | 8.479       | 27.382.000  | 0,0         | 114        | 85         | 29         | 74                        |         | 40        | 432       | 40         |
| 2016 | 8.241       | 22.985.000  | 0,0         | 106        | 83         | 23         | 77                        | 2       | 39        | 457       | 41         |
| 2019 | 8.500       | 22.359.760  | 0,0         | 110        | 86         | 24         | 77                        |         | 34        | 497       | 37         |
| 2021 | 8.238       | 22.843.750  | 0,0         | 114        | 86         | 28         | 72                        |         | 40        | 500       | 41         |